# FC Petrocub Hîncești
Clubul Sportiv Petrocub este un club profesionist de fotbal și judo din Hîncești, Republica Moldova. Clubul a fost fondat în anul 1999 de către Mihail Usatîi și Mihail Crăciun. Data constituirii la Consiliul Municipal Hîncești este 6 iulie 1999, iar înregistrarea la FMF sub denumirea Petrocub s-a produs pe 27 noiembrie 1999.
Echipa de fotbal joacă într-un echipament alb-negru pe Stadionul Municipal Hîncești, cu o capacitate de 1200 de spectatori. În ultima ediție de campionat, 2022-2023, echipa de fotbal s-a clasat pe locul 2 Divizia Națională. În edițiile 2019, 2018 și 2017, Petrocub s-a clasat pe locul 3, rezultate care i-au permis participarea în cupele europene. Pe 30 iunie 2020, Petrocub a câștigat în premieră Cupa Moldovei.  
Echipa de judo a obținut în cei 20 de ani mai multe titluri naționale și internaționale. Printre componenții echipei actuale de judo a Clubului Sportiv Petrocub îi regăsim pe Valeriu Duminică (participant la Jocurile Olimpice din 2016), Dorin Goțonoagă (campion european U-23 în 2017), Adil Osmanov (argint la campionatul european de tineret și bronz la Europene U-23, 2021 și 2022), Radu Izvoreanu (campion european U-23 în 2023) ș.a.

## Istorie
În 2001 Petrocub Sărata-Galbenă trebuia să fi jucat meciul decisiv de promovare cu Haiduc Sporting Hîncești. Echipa FC Haiduc s-a retras, iar Petrocub a fost automat promovată în Divizia Națională. Clubul a fost transferat în orășelul Hîncești din apropiere și a activat câțiva ani cu noua denumire de FC Hîncești. După 2 ani în Divizia Națională, FC Hîncești a fost retrogradată, iar în 2005 s-a reîntors la Sărata-Galbenă.

## Cronologia numelui
| Nume                           | Perioada |
| ------------------------------ | -------- |
| Petrocub-Condor Sărata-Galbenă | 1994     |
| Spicul Sărata-Galbenă          | 1995     |
| Petrocub-Spicul Sărata-Galbenă | 1998     |
| Petrocub-Condor Sărata-Galbenă | 2000     |
| FC Hîncești                    | 2001     |
| Petrocub Sărata-Galbenă        | 2005     |
| Rapid-2 Petrocub - KAC         | 2013     |
| Petrocub Sărata-Galbenă        | 2014     |
| FC Petrocub Hîncești           | 2015     |

## Evoluții recente
| Sezon   | Campionat         | Campionat | Campionat | Campionat | Campionat | Campionat | Campionat | Campionat | Campionat | Cupa | Supercupa | Europa       | Europa   | Golgheter (campionat)                   |
| Sezon   | Divizia           | Poz.      | M         | V         | R         | Î         | GM        | GP        | P         | Cupa | Supercupa | Europa       | Europa   | Golgheter (campionat)                   |
| ------- | ----------------- | --------- | --------- | --------- | --------- | --------- | --------- | --------- | --------- | ---- | --------- | ------------ | -------- | --------------------------------------- |
| 2013–14 | Divizia „B” Sud   | 1         | 16        | 13        | 0         | 3         | 45        | 12        | 39        | —    |           | —            | —        |                                         |
| 2014–15 | Divizia „A”       | 2         | 22        | 13        | 6         | 3         | 55        | 21        | 45        | 1/16 | —         | —            | —        | Vladimir Ambros (25)                    |
| 2015–16 | Divizia Națională | 8         | 27        | 6         | 3         | 18        | 21        | 53        | 21        | 1/16 | —         | —            | —        | Roman Șumchin (7)                       |
| 2016–17 | Divizia Națională | 6         | 30        | 8         | 10        | 12        | 31        | 38        | 34        | 1/2  | —         | —            | —        |                                         |
| 2017    | Divizia Națională | 3         | 18        | 7         | 5         | 6         | 25        | 16        | 26        | 1/2  | —         | —            | —        | Vladimir Ambros (9)                     |
| 2018    | Divizia Națională | 3         | 28        | 12        | 9         | 7         | 38        | 28        | 45        | 1/4  | —         | UEL          | 1Q       | Vladimir Ambros (12)                    |
| 2019    | Divizia Națională | 3         | 28        | 14        | 8         | 6         | 34        | 21        | 50        | C    | —         | UEL          | 1Q       | Vadim Gulceac (6) Dan Taras (6)         |
| 2020–21 | Divizia Națională | 2         | 36        | 25        | 8         | 3         | 82        | 18        | 83        | 1/2  | —         | UEL          | 1Q       | Sergiu Plătică (11)                     |
| 2021–22 | Divizia Națională | 2         | 28        | 20        | 4         | 4         | 62        | 20        | 64        | 1/4  | —         | UECL         | 2Q       | Vladimir Ambros (17)                    |
| 2022–23 | Super Liga        | 2         | 24        | 14        | 6         | 4         | 36        | 17        | 48        | 1/2  | —         | UECL         | 3Q       | Marius Iosipoi (7)                      |
| 2023–24 | Super Liga        | 1         | 24        | 15        | 7         | 2         | 59        | 12        | 52        | C    | —         | UECL         | 2Q       | Vladimir Ambros (10) Mihai Plătică (10) |
| 2024–25 | Super Liga        | 4         | 24        | 10        | 7         | 7         | 40        | 26        | 37        | 1/4  | —         | UCL UEL UECL | 2Q PO LP | Marin Căruntu (4) Dan Pușcaș (4)        |

## Palmares
| Competiții naționale | Competiții internaționale |
| Divizia Națională / Super Liga Campioni (1): 2023–24 Vicecampioni (3): 2020–21, 2021–22, 2022–23 Locul III (3): 2017, 2018, 2019 Divizia „A” Vicecampioni (1): 2014–15 Locul III (2): 1999–00; 2000–01 Divizia „B”, zona „Nord” Campioni (1): 2004–05 Vicecampioni (1): 2006–07 Locul III (1): 2005–06 Divizia „B”, zona „Sud” Campioni (1): 2013–14 Locul III (1): 1992–93 Cupa Moldovei Câștigători (2): 2019–20, 2023–24 Cupa Federației Finaliști (1): 2020 | Liga Campionilor - Turul 2 (1): 2024–25 Europa League - Turul play-off (1): 2024–25 - Turul 1 (3): 2018–19, 2019–20, 2020–21 Conference League - Faza ligii (1): 2024–25 - Turul 3 (1): 2022–23 - Turul 2 (3): 2021–22, 2023–24, 2025–26 |

## Participarea în competiții europene
La 31 iulie 2025.
| Competiție             | Meciuri | Victorii | Remize | Înfrângeri | GM | GP | GD  | % Victorii |
| ---------------------- | ------- | -------- | ------ | ---------- | -- | -- | --- | ---------- |
| UEFA Champions League  | 4       | 1        | 2      | 1          | 2  | 2  | +0  | 25         |
| UEFA Europa League     | 9       | 1        | 2      | 6          | 4  | 13 | −9  | 11,11      |
| UEFA Conference League | 22      | 4        | 5      | 13         | 16 | 36 | −20 | 18,18      |
| Total                  | 35      | 6        | 9      | 20         | 22 | 51 | −29 | 17,14      |

Legenda: GM = Goluri marcate. GP = Goluri primite. GD = Golaveraj/goluri diferența.
| Ediție  | Competiție                    | Runda | Adversar              | Tur | Retur | General  |
| ------- | ----------------------------- | ----- | --------------------- | --- | ----- | -------- |
| 2018–19 | UEFA Europa League            | 1Q    | Osijek                | 1−1 | 1–2   | 2–3      |
| 2019–20 | UEFA Europa League            | 1Q    | AEK Larnaca           | 0–1 | 0–1   | 0–2      |
| 2020–21 | UEFA Europa League            | 1Q    | TSC                   | 0–2 | —     | —        |
| 2021–22 | UEFA Europa Conference League | 1Q    | Sileks                | 1−0 | 1−1   | 2–1      |
| 2021–22 | UEFA Europa Conference League | 2Q    | Sivasspor             | 0–1 | 0–1   | 0–2      |
| 2022–23 | UEFA Europa Conference League | 1Q    | Floriana              | 1−0 | 0−0   | 1–0      |
| 2022–23 | UEFA Europa Conference League | 2Q    | Laçi                  | 0−0 | 4−1   | 4−1      |
| 2022–23 | UEFA Europa Conference League | 3Q    | Fehérvár              | 1–2 | 0–5   | 1–7      |
| 2023–24 | UEFA Europa Conference League | 2Q    | Maccabi Tel Aviv      | 0–2 | 0–3   | 0−5      |
| 2024–25 | UEFA Champions League         | 1Q    | Ordabasî              | 0−0 | 1−0   | 1–0      |
| 2024–25 | UEFA Champions League         | 2Q    | APOEL                 | 0–1 | 1−1   | 1–2      |
| 2024–25 | UEFA Europa League            | 3Q    | The New Saints        | 1−0 | 0−0   | 1–0      |
| 2024–25 | UEFA Europa League            | PO    | Ludogoreț Razgrad     | 0–4 | 1–2   | 1–6      |
| 2024–25 | UEFA Conference League        | LP    | Pafos                 | 1–4 | —     | locul 36 |
| 2024–25 | UEFA Conference League        | LP    | Jagiellonia Białystok | —   | 0–2   | locul 36 |
| 2024–25 | UEFA Conference League        | LP    | Rapid Viena           | 0–3 | —     | locul 36 |
| 2024–25 | UEFA Conference League        | LP    | İstanbul Bașakșehir   | —   | 1−1   | locul 36 |
| 2024–25 | UEFA Conference League        | LP    | Real Betis            | 0–1 | —     | locul 36 |
| 2024–25 | UEFA Conference League        | LP    | Heart of Midlothian   | —   | 2−2   | locul 36 |
| 2025–26 | UEFA Conference League        | 1Q    | Birkirkara            | 0–1 | 3−0   | 3–1      |
| 2025–26 | UEFA Conference League        | 2Q    | Sabah                 | 0–2 | 1–4   | 1–6      |

## Staff și echipa de fotbal (seniori)
La 23 august 2024.
| Funcția                           | Nume             |
| --------------------------------- | ---------------- |
| Antrenor principal                | Andrei Martin    |
| Asistentul antrenorului principal | Andrei Vicolaș   |
| Asistentul antrenorului principal | Marcel Reșitca   |
| Antrenorul portarilor             | Denis Romanenco  |
| Doctor                            | Adrian Mihailuța |
| Fiziokinetoterapeut               | Ștefan Botezatu  |
| Kit manager                       | Valeriu Plujnic  |

| Nr. |                   | Poziție | Jucător                   |
| --- | ----------------- | ------- | ------------------------- |
| 1   | Republica Moldova | P       | Silviu Șmalenea           |
| 4   | Republica Moldova | F       | Victor Mudrac             |
| 5   | Ghana             | F       | Gilbert Djangmah Narh     |
| 6   | Senegal           | M       | Boubacar Diallo           |
| 8   | Republica Moldova | M       | Dumitru Demian            |
| 9   | Republica Moldova | A       | Vladimir Ambros (căpitan) |
| 10  | Republica Moldova | A       | Constantin Sandu          |
| 11  | Republica Moldova | M       | Sergiu Plătică            |
| 16  | Ghana             | P       | Razak Abalora             |
| 19  | Republica Moldova | M       | Mihai Plătică             |
| 20  | Camerun           | M       | Donalio Melachio Douanla  |
| 21  | Republica Moldova | F       | Maxim Potîrniche          |
| 22  | Republica Moldova | A       | Marin Căruntu             |
| 23  | Republica Moldova | M       | Mihai Lupan               |

| Nr. |                   | Poziție | Jucător              |
| --- | ----------------- | ------- | -------------------- |
| 30  | Republica Moldova | F       | Vasile Jardan        |
| 31  | Republica Moldova | P       | Victor Dodon         |
| 32  | Republica Moldova | P       | Dumitru Covali       |
| 37  | Republica Moldova | M       | Dan Pușcaș           |
| 39  | Republica Moldova | M       | Teodor Lungu         |
| 46  | Republica Moldova | F       | Danil Andreiciu      |
| 55  | Ghana             | F       | Manuel Nana Agyemang |
| 66  | Republica Moldova | F       | Ion Borș             |
| 70  | Ghana             | A       | Seidu Basit          |
| 71  | Republica Moldova | M       | Dumitru Bivol        |
| 78  | Republica Moldova | A       | Nicky Cleșcenco      |
| 90  | Republica Moldova | F       | Ion Jardan           |
| 94  | Republica Moldova | M       | Corneliu Cotogoi     |
|     | Republica Moldova | F       | Cristian Axenti      |